# Geonoma polyandra
Geonoma polyandra är en enhjärtbladig växtart som beskrevs av Skov. Geonoma polyandra ingår i släktet Geonoma och familjen Arecaceae. Inga underarter finns listade i Catalogue of Life.